# ماله کیشیتسه
ماله کیشیتسه (به چکی: Malé Kyšice) یک منطقهٔ مسکونی در جمهوری چک است که در شهرستان کلادنو واقع شده‌است. ماله کیشیتسه ۴٫۱۸ کیلومتر مربع مساحت و ۳۲۷ نفر جمعیت دارد و ۳۸۰ متر بالاتر از سطح دریا واقع شده‌است.